# Angustopila
Genre
Angustopila est un genre d'escargots terrestres de la famille des Hypselostomatinae dans la famille des Gastrocoptidae.

## Distribution
Les espèces de ce genre se rencontrent en Malaisie, en Thaïlande et en Chine. Elles se rencontrent dans des grottes.

## Liste des espèces
Selon Páll-Gergely, Hunyadi, Jochum, Asami, 2015 :
- Angustopila concava (Thompson & Upatham, 1997)
- Angustopila dominikae Páll-Gergely & Hunya-di, 2015
- Angustopila elevata (Thompson & Upatham, 1997)
- Angustopila huoyani Jochum, Slapnik & Páll-Gergely, 2014
- Angustopila fabella Páll-Gergely & Hunyadi, 2015
- Angustopila subelevata Páll-Gergely & Hunyadi, 2015
- Angustopila szekeresi Páll-Gergely & Hunyadi, 2015
- Angustopila tamlod (Panha & Burch, 1999)

## Publication originale
- Jochum, Slapnik, Kampschulte, Martels, Heneka & Páll-Gergely, 2014 : A review of the microgastropod genus Systenostoma Bavay & Dautzenberg, 1908 and a new subterranean species from China (Gastropoda, Pulmonata, Hypselostomatidae). ZooKeys, no 410, p. 23–40 (texte intégral).